# Impermeabilizzazione
L'impermeabilizzazione in edilizia, consiste nella realizzazione di un elemento di tenuta, costituito da una membrana per impedire il passaggio dell'acqua piovana dalle coperture di edifici, dagli impalcati stradali e autostradali, dalle vasche di raccolta d'acqua quali bacini, piscine, di quella proveniente dal sottosuolo nel caso di gallerie, parcheggi ipogei e anche di umidità di risalita.

## Tipologie
Il prodotto maggiormente utilizzato per l'impermeabilizzazione per circa l'80% dei sistemi impermeabili, è la membrana a base di bitumi, prevalentemente distillati, modificati nobilitati con resine, armati con supporti atti a conferire alle membrane migliori resistenze meccaniche. Sono nate recentemente anche delle tecnologie a base di resine liquide con matrici diverse, cementizia, acrilica, poliuretanica, poliestere. Esse sono di tipo pastoso, mono o bi-componente, prevalentemente impiegate per l'impermeabilizzazione di balconi e terrazze. Per l'impermeabilizzazione di strutture ipogee vengono impiegate anche delle membrane bentonitiche.
I manti impermeabili rappresentano l'elemento fondamentale di protezione a presidio e protezione delle coperture di ogni involucro edilizio, opera d'arte, quali ponti, viadotti, gallerie etc., canalizzazioni, bacini di contenimento d'acqua, piscine etc.. L'acqua è considerata un detonatore dei processi di degrado che impedisce spesso l'utilizzo del manufatto e ne determina la compromissione. L'impermeabilizzazione è una delle opere fondamentali nella costruzione degli edifici e un suo corretto funzionamento e manutenzione è fondamentale per la vita del manufatto e del suo utilizzo. Fondamentale è la scelta del prodotto appropriato e dell'impresa esecutrice dell'opera che deve avere mano d'opera abilitata per il tipo di prodotto impiegato nell'impermeabilizzazione. La scelta del materiale va eseguita in considerazione tipologia della struttura, ovvero di tipo tradizionale quale in cemento armato, pietra, muratura, oppure in acciaio, in cemento armato prefabbricato pre-compresso, in legno, mista, etc.. Il tipo di esposizione alla tenuta idrica ovvero della provenienza dell'acqua, ad esempio da spinta positiva come il caso di coperture quali tetti orizzontali, terrazzi, balconi, piscine, vasche etc., oppure spinta negativa, ovvero proveniente dal sotto-suolo, è determinante per la scelta della tecnologia di impermeabilizzazione e di regimazione delle acque per il loro deflusso quando necessario. Vi sono le norme UNI (ente normativo italiano) di riferimento per una corretta stratigrafia e una corretta posa dei manti impermeabili. In assenza delle norme UNI deve essere fatto riferimento alle indicazioni del produttore che dovrà fornire il D.O.P., ovvero la Declaration Of Performance del prodotto fornito e la relativa classificazione di impiego in base alle norme UNI.

## Materiali
Fra i materiali usati più comuni abbiamo: le membrane bitume-polimero (comunemente chiamate guaine bituminose), che rappresentano il prodotto più utilizzato nelle costruzioni per la loro versatilità, facilità di applicazione e durata nel tempo. Le membrane bitume-polimero sono realizzate accoppiando una mescola di bitume distillato e polimeri con un'armatura in tessuto non tessuto di poliestere. Nel 1993 una nota azienda produttrice di Salgareda (Treviso) ha introdotto le membrane bitume polimero stabilizzate, per garantire la tenuta delle giunzioni dei manti impermeabili.
Oltre alle membrane viene utilizzato asfalto naturale arricchito con bitume naturale fino al 15%, bitume naturale o da distillazione di petrolio, allo stato solido, semi solido, liquido, in emulsione acquosa o in emulsione con altri componenti.
Teli e guaine a base di: bitume, sostanze plastiche prodotti dalla polimerizzazione del cloruro di vinile P.V.C, dalla polimerizzazione dell'etilene: politene, a base di gomma: gomma cloroprene o EPDM.
Nell'ambito delle impermeabilizzazioni rese con prodotti applicati liquidi, si utilizzano prodotti a base di resine epossidiche, poliuretaniche, acriliche, poliestere e polimetilmetacrilate.
Sono inoltre utilizzati, nell'ambito delle impermeabilizzazioni di fondazioni, pannelli o sedimenti in argilla oltre alla bentonite di sodio.

## Applicazione
i sistemi di applicazione variano in relazione alle specifiche del progetto. Possono essere utilizzati sistemi di applicazione in aderenza per incollaggio a freddo o a caldo, in semi-aderenza con le medesime tecnologie, in totale non aderenza ma con una zavorra sull'estradosso del manto impermeabile, con sistemi di fissaggio meccanico, con sistemi misti di fissaggio meccanico e incollaggio a caldo o a freddo.

## Preparazione
A seconda della tecnologia scelta l'impermeabilizzazione ha la necessità di avere una determinata preparazione che la renderà efficace e duratura nel tempo.
Prima di tutto è necessario preparare la superficie rimuovendo parti friabili o comunque poco stabili, rimuovendo la polvere, e lisciando la superficie con prodotti adeguati e/o preparati specifici (primer).
La seconda parte fondamentale è evitare che l'umidità del supporto possa migrare ed arrivare a contatto con l'impermeabilizzazione creando delle pressioni che potrebbero o distaccare lo strato impermeabilizzante o consumare il supporto; per far ciò utilizziamo determinati primer adatti a convivere con superfici umide o attendiamo che il supporto sia perfettamente asciutto, normalmente non deve contenere più del 5% di umidità. Nel caso si scelgano prodotti particolarmente sigillanti (membrane bitume-polimero, comunemente chiamate guaine bituminose, teli in PVC o in Poliolefina, o teli in EPDM) teniamo presente che l'umidità raccolta al di sotto dello strato a tenuta non potrà migrare che verso l'alto; dovremmo, a questo punto, evitare che diventi acqua in forma liquida per non doverci trovare perdite da condensa.
Ogni tipologia di primer ha il suo determinato tempo di asciugatura. Per evitare di applicare il materiale impermeabilizzante troppo presto o troppo tardi si suggerisce di leggere la scheda tecnica del materiale utilizzato ed assicurarsi che le condizioni climatiche siano adatte a svolgere il lavoro.
A far da eccezione alla regola del primer vi è il supporto in legno per le membrane bitume-polimero (guaine bituminose). In questo caso non è necessario utilizzarlo in quanto il legno è facilmente lavabile e non crea polvere distaccante. Anche per i sintetici non sempre è necessario il primer, infatti in tutte le applicazioni con fissaggio meccanico ad induzione o di applicazione non in totale aderenza non si utilizza alcun primer; diciamo che la regola si può esprimere in questo modo: tutte le volte che si vuole eseguire un'applicazione impermeabile in totale aderenza è necessario utilizzare l'idoneo primer e/o collante.

## Supporti
Non tutti i supporti sono adatti ad ospitare tutti i tipi di impermeabilizzazioni. Di seguito un piccolo elenco che permette di capire cosa utilizzare sui più comuni supporti:
1. Calcestruzzo: tutti i tipi di impermeabilizzazione
2. Legno: Membrane bitume-polimero (Guaine bituminose), emulsioni bituminose, teli sintetici (PVC, Poliolefine, EPDM), Resine (Epossidiche, Poliuretaniche, Acriliche).
3. Ferro: Membrane bitume-polimero (con particolare attenzione al primer utilizzato), Teli sintetici (PVC, Poliolefine, EPDM), Resine (Epossidiche, Poliuretaniche, Acriliche)
4. Massetti alleggeriti: Per quanto riguarda questo genere di supporto va data una piccola spiegazione: si tratta di miscele di cemento sabbia ed acqua con alcuni agenti alleggerenti (perlite espansa, argilla espansa, polistirene espanso, schiumogeni quali tensioattivi ad esempio) singoli o miscelati tra loro che permettono di avere uno strato di cemento leggero e coibente sui solai. Alcuni di questi massetti sono particolarmente friabili e non riescono ad ospitare direttamente uno strato impermeabilizzante in quanto tendono a diventare incoerenti, pertanto si utilizzano teli sintetici (PVC, Poliolefine, EPDM) o si crea uno strato di separazione o di compattazione, fissati meccanicamente o particolarmente pesanti, che permetta di accogliere lo strato a tenuta. Tali strati sono solitamente dei pannelli in polistirene espanso di basso spessore o massetti cementizi armati di almeno 5 cm. A questo punto si possono utilizzare tutti i tipi di impermeabilizzazioni. Nel caso, invece vengano contenuti tensioattivi anionici si dovranno evitare accuratamente le guaine bituminose in quanto vi è il concreto rischio che l'umidità residua contenuta nel massetto possa attivare i tensioattivi che andrebbero ad aggredire la parte grassa della guaina bituminosa.[1]
5. Coibenti: Membrane bitume-polimero, teli sintetici (PVC, Poliolefine, EPDM), Resine (Epossidiche, Poliuretaniche, Acriliche). In particolare è necessario fare attenzione alle pose di Membrane bitume-polimero a caldo in quanto molti coibenti (EPS, XPS, PU) sono termosensibili e potrebbero infiammarsi.

## Protezione
Lo strato impermeabile, una volta posato in orizzontale o verticale, va protetto soprattutto dagli urti o da qualsiasi forma di potenziale danneggiamento. Spesso vanno protetti anche dagli agenti atmosferici e dai raggi solari che possono degradare il prodotto in un lasco di tempo molto rapido. La protezione può avvenire con teli, ghiaino, lastre di materiale plastico o, come nei casi di terrazzi, dalla finitura in piastrelle. Possono essere impiegate anche delle membrane auto-protette con film resistenti gli U.V.A., tipo scaglie minerali, ceramizzate, o utilizzare protezioni con pitture acriliche o in alluminio che devono essere mantenute almeno ogni due o tre anni.  Qualora la membrana impermeabile debba rimanere allo scoperto per lungo tempo, è bene scegliere accuratamente il prodotto più resistente al degrado, ma comunque sempre mantenendola al riparo da potenziali danneggiamenti.